# Hold On (bài hát của Colbie Caillat)
"Hold On" là một bài hát được viết và thu âm bởi nữ ca sĩ kiêm sáng tác người Mỹ Colbie Caillat. Bài hát được Ryan Tedder đồng sáng tác và sản xuất, người mà trước đó từng hợp tác trong đĩa đơn ăn khách của cô vào năm 2011 "Brighter Than the Sun". Bài hát này từng được phát hành dưới dạng đĩa đơn kĩ thuật số đầu tiên trích từ album phòng thu "Gypsy Heart" thông qua hãng đĩa Republic Records vào ngày 19 tháng 11 năm 2013, nhưng đã bị gỡ bỏ khỏi danh sách bài hát chính thức của album mà không có một lý do nào được đưa ra. Ngay từ khi phát hành, "Hold On" nhận được nhiều phản hồi tích cực từ phía các nhà chuyên môn, khi khen ngợi hướng đi âm nhạc mới của cô.

## Bối cảnh thực hiện
Caillat làm việc với nhà đồng sáng tác Ryan Tedder, người mà trước đây từng hợp tác với cô trong "Brighter Than the Sun", với mong muốn khám phá những thể loại âm nhạc mới trong sản phẩm lần này. "[Bài hát] khiến chúng tôi biết rằng không hề có ranh giới nào cả," Caillat chia sẻ về "Hold On". "Trưởng thành khi là một nghệ sĩ thì lúc nào cũng tốt." Trong buổi phỏng vấn cùng Billboard, Tedder gọi bài hát này là một "nước cờ khác lạ" của Caillat, khi khẳng định rằng "nó sẽ làm mọi người sửng sốt." Tedder cũng cho rằng bài hát này "có thể là một trong những bản thu âm quan trọng nhất mà [anh] thực hiện trong nhiều năm," trong khi Monte Lipman, nhà đồng sáng lập của Republic Records, hăng hái chia sẻ với Billboard rằng có thể đây là "bản thu âm xuất sắc nhất trong sự nghiệp của [Caillat] và đang là điều mà [họ] thật sự hứng thú."

## Đánh giá chuyên môn
Robbie Daw của trang Idolator cho một bài đánh giá tích cực dựa vào tiềm năng thịnh hành của nó trên các trạm phát thanh cùng với "với đoạn điệp khúc oh-oh-oh của nó, đoạn lời ngắn và phần hòa âm dễ chịu". Anh cũng chỉ ra "chất giọng truyền cảm" của Caillat trong bài hát này và so sánh nó với những nghệ sĩ khác như Katy Perry, Kelly Clarkson và Leona Lewis.

## Diễn biến trên bảng xếp hạng
| Bảng xếp hạng (2013–14)                       | Thứ hạng cao nhất |
| --------------------------------------------- | ----------------- |
| Canada (Canadian Hot 100)                     | 67                |
| Canada AC (Billboard)                         | 21                |
| Canada Hot AC (Billboard)                     | 38                |
| New Zealand (Recorded Music NZ)               | 25                |
| South Korea (Gaon)                            | 191               |
| US Bubbling Under Hot 100 Singles (Billboard) | 4                 |
| Hoa Kỳ Adult Contemporary (Billboard)         | 18                |
| Hoa Kỳ Adult Pop Airplay (Billboard)          | 13                |